# Séder de Pésaj

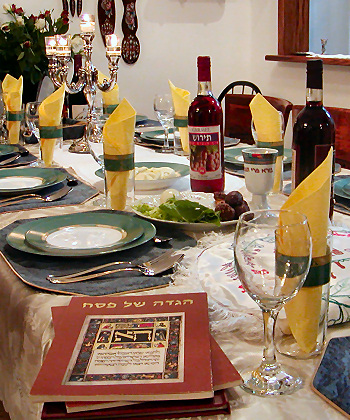
Mesa dispuesta para el Séder, con las Hagadot de Pésaj en hebreo para ser empleadas por cada comensal.

El Séder de Pésaj (en hebreo: סֵדֶר, "orden", "colocación") es un importante ritual festivo judío celebrado en la primera noche de Pésaj (el día 14 de Nisán), y fuera de Israel en cambio en la primera y segunda noche de Pésaj (15 y 16 de Nisán), en lugar de celebrar Pésaj. Por la discrepancias entre el calendario hebreo y el gregoriano, la fiesta cambia de fecha en este último, aunque siempre cae en el mes posterior al equinoccio de primavera.

## Origen Bíblico
En el libro del Éxodo (Ex. 12,1-14) se narra la institución del Séder en la fiesta de Pascua. Pero con la destrucción del Templo de Jerusalén en el año 70 los judíos renunciaron a comer en la cena pascual un cordero inmolado, que después es prohibido. Y también, que la cena pascual se celebra una vez que se ha asistido a la liturgia sinagogal.

## Elementos
- Maguid o Hagadá:  el relato de la salida del pueblo de Israel de Egipto. (Mitzraim).
- Gafen: vino
- Kidushim: 4 copas de vino (4 brindis).
- Keará o Plato del Séder: una bandeja con 6 alimentos-simbólicos.
- Afikomán
- Urjatz: lavados de manos
- Shulján Orej: el banquete en sí
- Birkat Hamazón (Bendición final)

El Rabino Moisés Cordovero, instaura la tradición de 15 símbolos:
1. Kadesh, recita el Kidush (brindis)
2. Urjatz, lávate las manos
3. Karpás, comer apio
4. Iajatz, dividir la Matzá
5. Maguid, relato de la historia de Pésaj
6. Rojtzá, lavado de manos
7. Matzá, presentar pan ázimo o sin leudar
8. Motzí, comer la matzá.
9. Maror, comer hierba amarga
10. Korej, comer hierba amarga con matzá
11. Shulján Orej, preparación de la mesa
12. Tsafún, come el Afikomán
13. Barej, decir el Birkat Hamazón
14. Halel, recita las alabanzas del Halel
15. Nirtzá, todo ha sido aceptado

## Keará
La Keará (Bandeja Pascual) es un plato que contiene 6 alimentos-simbólicos.

### Beitzá
- Beitzá: es un huevo marrón, ante la imposibilidad de hacer en el Templo un tipo de sacrificio llamado jaguigá. Simbólicamente, representa la dureza del corazón del Faraón.

### Zeroá
- Zeroa: es un pedazo de carne asada como el primer alimento, en recuerdo del sacrificio de Pésaj (que también se asaba). Muchos acostumbraron colocar una pata de pollo, es decir un "brazo", para recordar que Dios nos saco de Egipto con brazo tendido.

### Maror
- Maror: son las hierbas amargas (principalmente la lechuga romana) o el rábano picante. La maror simboliza la amarga esclavitud en Egipto. La hoja de lechuga romana, se utiliza junto con los matzos para hacer un sándwich llamado korech.

### Jaroset
- Jaroset: es una mezcla dulce de manzanas picadas, nueces picadas, miel, canela y un poquito de vino rosado (para dar color). Esta mezcla marrón y pastosa, simboliza el barro que los antepasados usaron para construir los ladrillos en el Antiguo Egipto.

### Karpás
- Karpás: es apio (puede ser perejil, papa), símbolo de vida. luego es sumergida en agua salada, un símbolo de lágrimas, y se come para que se recuerde que la vida de nuestros antepasados fue "sumergida" en lágrimas.

### Jazeret
- Jazeret: es la raíz del rábano picante (Armoracia rusticana). A veces se tritura y se mezcla con remolacha (Beta vulgaris) para formar una pasta llamada Jrein.

## El Séder
Consiste de un banquete familiar (aunque también puede ser organizado por escuelas, sinagogas o centros comunitarios —que pueden están abiertos al público en general—). La mesa debe estar cubierta con un mantel blanco (o forrada con papel blanco), se coloca la mejor vajilla, y copas de vino para todos. Tradicionalmente se deja una silla de más vacía "para el profeta Elías" (Eliyahu Hanaví) quien se espera aparezca con la noticia del Mesías.

### Kadesh
El Séder se inicia con el Kidush, la primera copa (de cuatro) proclama de bendición a Dios Creador. Ante la primera de las cuatro copas de vino de la mesa se dice: "Baruj Atá Adonai Eloheinu, Melej HaOlam, Boré pri HaGafén" (Bendito eres Tú Señor, Nuestro Dios, Rey del Universo, Creador del fruto de la vid).
Las cuatro copas celebran los cuatro verbos utilizados en el mensaje de Dios al profeta Moisés (Moshé Rabenu): los sacaré (de la opresión egipcia), los salvaré (de su trabajo), los redimiré (con brazo tendido), los tomaré (para Mí como pueblo y seré para ustedes Dios) en Éxodo (o Shemot) 6:6-7.

### Urjatz
Se efectúan la primera ablución de manos de la noche (sin bendición).

### Karpas
Cada participante de la Cena toma las verduras bañadas en agua salada mientras ora diciendo: "...boré pri haadamá" (que significa "...Creador de la fruta de la tierra"). Recordando así que la vida de esclavos "sumergida" en lágrimas.

### Yajatz
Se toma el matzá central de entre las tres y se parten a la mitad. Se envuelve la mitad mayor en una servilleta especial que se convierte así en el afikomán (que se ingiere después del banquete, antes de la bendición de agradecimiento por los alimentos - el Bircat Hamazón, para que perdure en la boca el sabor de la matzá, cuya ingestión constituye el precepto más importante de la noche).

### Maguid
Se relata la historia de la salida del pueblo de Israel de Egipto, mientras los padres responden a la pregunta de los niños, la primera es: "¿Ma nishtaná halaila hazé micol haleilot?" (¿Por qué esta noche es diferente de todas las otras noches?).
Este es el pan de aflicción que nuestros antepasados comieron en la tierra de Egipto. Quienquiera tenga hambre, que venga y coma; quienquiera esté en necesidad, que venga y celebre el Seder de Pesaj. Este año [estamos] aquí; el año venidero en la Tierra de Israel. Este año [somos] esclavos, el año venidero [seremos] gente libre.
Se coloca a un lado la bandeja con las matzot, [nuestra costumbre es sólo cubrirlas,] y se llena la segunda copa de vino. Ahora el niño pregunta "¿Qué hace diferente?...":
¿Ma nishtaná ?
Español
¿Qué hace diferente a esta noche de todas las [demás] noches?
En todas las noches no precisamos sumergir ni siquiera una vez, ¡y en esta noche lo hacemos dos veces!
En todas las noches comemos jametz o matzá, ¡en esta noche solamente matzá!
En todas las noches comemos cualquier clase de verdura, ¡esta noche maror!
En todas las noches comemos sentados erguidos o reclinados, ¡esta noche todos nos reclinamos!

Fonética
¿Ma nishtaná haláila hazé micól haleilót...
...shebejól haleilót éin ánu matbilín afílu paám eját, haláila hazé shtéi peamím?
...shebejól haleilót ánu ojlín jamétz umatzá, haláila hazé kuló matzá?
...shebejól haleilót ánu ojlín sheár ieracót, haláila hazé marór?
...shebejól haleilót ánu ojlín béin ioshbín ubéin mesubín, haláila hazé kulánu mesubín?

La bandeja es devuelta a su lugar con las matzot parcialmente descubiertas.
Entonces decimos "Esclavos fuimos...":
Esclavos fuimos para el Faraón en Egipto, y Adonai, nuestro Dios, nos sacó de allí con mano fuerte y brazo extendido. Si el Santo, bendito sea, no hubiera sacado a nuestros padres de Egipto, nosotros, nuestros hijos y los hijos de nuestros hijos hubiéramos continuado subyugados al Faraón en Egipto. Aun si todos nosotros fuéramos sabios, todos entendedores, todos conocedores de la Torá, seguiríamos estando obligados a narrar el éxodo de Egipto; y todo el que se explaya al analizar el éxodo de Egipto es merecedor de alabanza.
4 Hijos:
Bendito es el Omnipresente, ¡bendito sea El! Bendito es El que dio la Torá a Su pueblo Israel, ¡bendito sea El! 
La Torá habla de cuatro hijos: Uno es sabio, uno es malvado, uno es simple, y uno no sabe cómo preguntar.
El Sabio, ¿qué dice? "¿Qué son los testimonios, los estatutos y las leyes que Adonai, nuestro Dios, ordenó a ustedes?" (Deut. 6:20) . Tú, a su vez, has de instruirlo en las leyes de Pesaj, [hasta la que dice que] "no se debe comer postre después de la ofrenda de Pesaj".
El malvado, ¿qué dice? "¿Qué es este trabajo para ustedes?" (Ex. 12:26) . ¡Dice "para ustedes", pero no para él! Al excluirse a sí mismo de la comunidad, ha negado aquello que es fundamental. Tú, por lo tanto y dile: Es por esto que Adonai hizo por mí cuando salí de Egipto (Ex. 13:8) ; ¡"por mí", pero no por él! ¡Si él hubiera estado allí, no hubiera sido redimido!"
El simple, ¿qué dice? "¿Qué es esto?" (Ex. 13:14). De modo que le dirás: Con mano fuerte nos sacó Adonai de Egipto, de la casa de esclavos (Ibíd.).
En cuanto a aquel que no sabe cómo preguntar, tú debes iniciarlo, como fuera dicho: Contarás a tu hijo en aquel día diciéndole: 'es por esto que Adonai hizo por mí cuando salí de Egipto' (Ex. 13:8) .
Conforme las instrucciones de Rabí Itzjak Luria, se debe alzar ahora la copa y se cubren las matzot. [Nuestra costumbre: se cubren primero las matzot y luego se alza la copa].
¡Y ella es la que sostuvo a nuestros padres y a nosotros! ¡Pues no sólo uno se alzó contra nosotros para exterminarnos, sino que en cada generación se alzan sobre nosotros para exterminarnos, ¡y el Santo, bendito sea, nos salva de su mano!
Se deposita la copa sobre la mesa y se descubre la matzá.
10 PLAGAS:
Estas son las Diez Plagas que el Santo, bendito sea, trajo sobre los egipcios en Egipto, y ellas son:
Al recitar las Diez Plagas, derrame de la copa misma diez veces, como se dijera antes (y al derramar téngase nuevamente en mente lo que se dijera antes). El vino que queda en la copa (se habrá vuelto "vino que provoca alegría", por lo que) no debe derramarse, sino que se le agrega vino.
Sangre.

Ranas.

Piojos.

Bestias salvajes.
	
Peste.

Sarna.

Granizo.

Langosta.

Oscuridad.

Muerte de los Primogénitos.
DAIENU:
Cuántos niveles de favor ha concedido el Omnipresente sobre nosotros!
Si El nos hubiera sacado de Egipto, y no hubiera ejecutado juicios contra ellos  -- ¡Daienu, nos hubiera bastado!
Si hubiera ejecutado juicios contra ellos, y no contra sus ídolos-- ¡Daienu, nos hubiera bastado!
Si hubiera destruido sus ídolos, y no hubiera matado a sus primogénitos-- ¡Daienu, nos hubiera bastado!
Si hubiera matado a sus primogénitos, y no nos hubiera dado sus bienes-- ¡Daienu, nos hubiera bastado!
Si nos hubiera dado sus bienes, y no hubiera partido para nosotros el mar-- ¡Daienu, nos hubiera bastado!
Si hubiera partido para nosotros el mar, y no nos hubiera hecho pasar por él en seco-- ¡Daienu, nos hubiera bastado!
Si nos hubiera hecho pasar por él en seco, y no hubiera ahogado en él a nuestros opresores-- ¡Daienu, nos hubiera bastado!
Si hubiera ahogado en él a nuestros opresores, y no nos hubiera provisto de nuestras necesidades en el desierto por cuarenta años-- ¡Daienu, nos hubiera bastado!
Si nos hubiera provisto de nuestras necesidades en el desierto por cuarenta años, y no nos hubiera alimentado con el maná-- ¡Daienu, nos hubiera bastado!
Si nos hubiera alimentado con el maná, y no nos hubiera dado el Shabat-- ¡Daienu, nos hubiera bastado!
Si nos hubiera dado el Shabat y no nos hubiera traído al Monte Sinaí-- ¡Daienu, nos hubiera bastado!
Si nos hubiera traído ante el Monte Sinaí, y no nos hubiera dado la Torá-- ¡Daienu, nos hubiera bastado!
Si nos hubiera dado la Torá y no nos hubiera introducido en la Tierra de Israel-- ¡Daienu, nos hubiera bastado!
Si nos hubiera introducido en la Tierra de Israel, y no hubiera construido para nosotros el Beit HaBejirá (la Casa Elegida)-- ¡Daienu, nos hubiera bastado!

PESAJ-MATZA-MAROR:
Rabán Gamliel solía decir: Quienquiera no analizara estas tres cosas en Pesaj, no ha cumplido su deber; y ellas son: Pesaj (el sacrifico Pascual), matzá (el pan ázimo) y Maror (las hierbas amargas).
Pesaj — el cordero de Pesaj que nuestros padres comían durante la época del Beit HaMikdash, ¿Por qué causa [así hacían]? Porque el Omnipresente pasó por alto las casas de nuestros padres en Egipto, como fue dicho: Y diréis 'Es una ofrenda de Pesaj para Adonai, porque pasó por alto las casas de los hijos de Israel en Egipto, cuando hirió a los egipcios con una plaga, y salvó nuestras casas'. Y el pueblo se inclinó y se prosternó (Ex. 12:27) .
Se toma en la mano la matzápartida y se dice:
Esta matzá que comemos, ¿por qué causa? Porque la masa de nuestros padres no tuvo tiempo de leudar antes que el Rey de los reyes de reyes, el Santo, bendito sea, Se les revelara y los redimiera. Como fuera dicho: Y cocieron tortas de matzá de la masa que habían sacado de Egipto, pues no fue leudada; pues habían sido expulsados de Egipto y no podían demorarse, ni tampoco habían preparado toda [otra] provisión (Ex. 12:39) .
Se toma el maror en la mano y se dice:
Este maror que comemos ¿por qué causa? Porque los egipcios amargaron la vida de nuestros padres en Egipto, como fuera dicho: Y amargaron sus vidas con duro trabajo, con mortero y con ladrillos y toda suerte de labor en el campo; todo su trabajo que ellos los hicieron trabajar con rigor (Ex. 1:14) .
En cada generación la persona está obligada a considerarse a sí misma como si ella hubiera salido de Egipto, como fuera dicho: Y dirás a tu hijo en ese día: 'es por causa de esto que Adonai hizo conmigo cuando salí de Egipto' (Pesajím 10:5) . El Santo, bendito sea, no solamente redimió a nuestros padres de Egipto, sino también a nosotros redimió junto con ellos, como fuera dicho: Es a nosotros a quien sacó de allí, para que pueda traernos y darnos la tierra que juró a nuestros padres (Deut. 6:23) .

### Rajtzah
La segunda ablución con la oración "...Al Netilat Iadaim" ("... que nos ordenaste la ablución de manos!") procediéndose inmediatamente a comer la matzá.
Se lavan ahora las manos recitándose [luego] la [siguiente] bendición de al netilat iadáim:
Barúj atá Adonái, Elohéinu Mélej haolám, ashér kidshánu bemitzvotáv, vetzivánu al netilát iadáim.
Bendito eres Tú, Adonai, nuestro Dios, Rey del universo, que nos ha santificado con Sus mandamientos, y nos ha ordenado lo concerniente al lavado de las manos.

### Motzí-matzá
Se comienza el banquete ingiriendo matzá. Antes de la ingestión se recitan dos bendiciones:
1. "...hamotzí lejem min haaretz" ("...que extraes pan de la tierra").
2. "...asher kidshanu bemitzvotav vetzivanu al ajilat matzá" ("...que nos consagraste con Tus preceptos y nos ordenaste ingerir pan ácimo").

MOTZI:
Tome las matzoten el orden en que fueron colocadas en la bandeja, la partida entre las enteras, sosténgalas en la mano y recite la siguiente bendición:
Barúj atá Adonái, Elohéinu Mélej haolám, hamotzí léjem min haáretz.
Bendito eres Tú, Adonai, nuestro Dios, Rey del universo, que hace salir el pan de la tierra.
MATZA
No rompa nada de las matzot. Deposite la tercera matzá (la inferior) y recite la siguiente bendición sobre la matzá partida y la superior antes de romperlas. Al recitar la siguiente bendición, tenga en mente que se refiere también al "sandwich" de Korej, que se hará con la tercera matzá, así como al afikomán.
Barúj atá Adonái, Elohéinu Mélej haolám, ashér kidshánu bemitzvotáv, vetzivánu al ajilát matzá.
Bendito eres Tú, Adonai nuestros Dios, Rey del universo, que nos ha santificado con Sus mandamientos y nos ha ordenado lo referente a comer matzá.
Quiebre ahora un kazáit(28 gr.) de cada una de las matzot sostenidas, y cómanse juntos [en menos de cuatro minutos] reclinándose [hacia la izquierda].

### Maror
Se ingieren las hierbas amargas, con la bendición: "...asher kidshanu bemitzvotav vetzivanu al ajilat maror" ("...que nos consagraste con Tus preceptos y nos ordenaste la ingestión de hierbas amargas").
..................
Tome  maror, sumérjalo en el jaroset -- pero agítelo luego para retirar el jaroset de modo que no se neutralice el sabor amargo. Recite la siguiente bendición:
Barúj atá Adonái, Elohéinu Mélej haolám, ashér kidshánu bemitzvotáv, vetzivánu al ajilát marór.
Bendito eres Tú, Adonai, nuestro Dios, Rey del universo, que nos ha santificado con Sus mandamientos y nos ha ordenado lo referente a comer maror.
Coma ahora el maror, sin reclinarse.

### Korej
Se toma la jaroset se coloca entre dos trozos de matzá (haciendo un sandwich) y se pronuncia un texto en recuerdo del Templo y de las costumbres de Hillel, comiendo no menos de 25 gramos de este emparedado que este sabio acostumbraba a preparar.

### Shulján Orej
Se trata del banquete festivo en sí.
Las comunidades sefardíes acostumbran a incluir en su banquete leguminosas tales como arroz, maníes, semillas de girasol, etc. Por su parte, las comunidades asquenazíes prohibieron el uso de leguminosas ya que en muchos casos su harina luce similar a la de los cereales, buscando así evitar confusiones.

### Tzafún
Al concluir el banquete se toma el afikomán que fue escondido durante la noche del Seder y se come de él antes del Birkat Hamazón (la bendición final de gracias por la comida).

### Bareich
Bendición y tercera copa, de la Redención, se toma después de la cena. Es la copa de redención, para recordar el derramamiento de la sangre del cordero que identificó los hogares de los israelitas ante al paso del ángel exterminador en Egipto.

### Halel
Se pronuncia un capítulo de alabanzas por los milagros y las maravillas que acompañaron la salida de Egipto: se leen los Salmos 113 a 118 ("pequeño Hallel"), luego el Salmo 136 o "Gran Hallel") (Halel significa "adoración).
Luego de la bendición final del Halel: "Baruj atá H' melej mehulal batishbajot" ("Bendito eres Tú H', Rey ensalzado en alabanzas") se procede a beber la cuarta y última copa de vino de la noche, recitándose inmediatamente la bendición final correspondiente.

### Barej
Se recita la bendición de agradecimiento por los alimentos, Birkat Hamazón, la cual incluye "yaalé veiavó", que se agrega a la bendición todos los días de Pesaj y se toma la 4 copa de vino.

### Nirtzá
El capítulo final de la Hagadá, en el cual se expresa el deseo de que todo lo realizado durante la noche haya sido del agrado de Dios. Terminando con una oración conjunta: Leshaná habaá birushalaim habenuiá (El próximo año en Jerusalén reconstruida).
Una vez acabado el Séder, las comunidades recitan poemas alusivos a la festividad. Estos agregados son obra de grandes y renombrados compositores como Yanai, Rabí Eliezer de Kalir y otros.